# Tony Brise
Anthony "Tony" Brise, född 28 mars 1952 i Erith i London, 
död 29 november 1975 i Arkley i Barnet, var en brittisk racerförare.

## Racingkarriär
Brise började köra karting vid åtta års ålder och blev brittisk mästare 1969. Han fortsatte till Formel Ford och därefter till formel 3, där han vann två mästartitlar 1973. Efter en säsong i formel 2 fick han chansen att köra i formel 1 för Williams 1975. Brise körde ett lopp och bytte sedan till Hill-stallet, där han visade sin förmåga.
Han kom sexa i Sverige 1975 och tog där en poäng. 
I slutet av året omkom Brise och fem andra i stallet i en flygolycka, när planet, som fördes av stallchefen Graham Hill, havererade in bland träden på en golfbana i Arkley i tät dimma.

## F1-karriär
| Säsong | Stall/Tillverkare       | Poäng | Placering |
| ------ | ----------------------- | ----- | --------- |
| 1975   | Williams-Ford Hill-Ford | 1     | 19        |